# Anchotrechus punctipennis
Anchotrechus punctipennis es una especie de escarabajo adéfago de la familia Carabidae.

## Distribución geográfica
Es endémica de Tenerife, en las islas Canarias (España).